# Michael Badalucco
Michael Badalucco (Brooklyn, Nueva York, 20 de diciembre de 1954) es un actor de cine, teatro y televisión estadounidense. Su rol más destacado es como el abogado Jimmy Berluti en la serie de televisión The Practice (1997-2004), con el que se llevó el Premio Primetime Emmy como mejor actor de reparto en una serie dramática. Debutó en el cine en Toro salvaje (1980), de Martin Scorsese, y posteriormente tuvo papeles filmes como Mac (1992), Léon (1994), You've Got Mail (1998), O Brother, Where Art Thou? (2000) y The Man Who Wasn't There (2001). Ha trabajando en reiteradas ocasiones bajo la dirección de los hermanos Coen, Nora Ephron, Spike Lee y John Turturro.

## Primeros años
Badalucco nació en el barrio Flatbush, del distrito de Brooklyn, Nueva York, en una familia católica de origen italiano. Su madre, Jean —cuyo apellido de soltera era Bonomo—, nacida en Brooklyn, hija de inmigrantes provenientes de Trapani, era ama de casa, y su padre, Giuseppe «Joe» Badalucco, originario de Paceco, Sicilia, trabajaba como carpintero para escenarios de películas. Sus padres le transmitieron una fuerte lealtad hacia la familia y la religión. De niño, a pesar de ser tímido, lograba llamar la atención de la gente naturalmente, lo que lo ayudó a desarrollar su talento.
Estaba en tercer grado cuando el guion de la película Punto límite (1964) de Sidney Lumet —donde su padre se encontraba trabajando— requirió la presencia de un chico joven. Badalucco debutó en la película como el hijo de un general ruso y aunque su personaje no tenía diálogos, marcó el inicio de su carrera como actor. Su padre lo llevó al set, donde fue fotografiado, y esa foto fue utilizada en la película.
Asistió a la Xavierian High School en Bay Ridge, Brooklyn, y se graduó en 1972. Durante su época en la secundaria actuó en obras y sketches del instituto. Recibió una licenciatura en teatro en la Universidad Estatal de Nueva York (SUNY) en New Paltz, donde conoció y actuó junto a John Turturro. Mientras cursaba en SUNY New Paltz, Badalucco actuó en más de veinte obras teatrales del repertorio de la compañía, destacándose en A View from the Bridge de Arthur Miller, junto a Turturro. En Nueva York participó en producciones de teatro como Waiting for the Dough, The Tooth of Crime, De ratones y hombres, Steel on Steel y Amor de don Perlimplín con Belisa en su jardín.
Más tarde se unió a la asociación de su padre, Local 52, para trabajar como utilero. En 1978, fue acreditado por primera vez como asistente de escenografía en la obra Slow Dance on the Killing Ground de John G. Avildsen. En 1979, trabajó como utilero en la película Manhattan de Woody Allen. Mientras trabajaba como utilero, Badalucco actuó junto a Turturro en la obra off-Broadway The Tooth of Crime de Sam Shepard. Fue su papel en esa obra lo que atrajo la atención del actor Robert De Niro. Después de ser descubiertos por De Niro, Badalucco y Turturro fueron llamados para audicionar para la película Toro salvaje (1980) de Martin Scorsese, quien le dio su primer papel en el cine.

## Carrera
Después de su debut profesional en Toro salvaje (1980), Badalucco recibió nuevas ofertas de trabajo. Cuatro años después se estrenó Broadway Danny Rose de Woody Allen, donde tuvo un pequeño papel. En 1985, tuvo otro breve papel interpretando a un brooklynense en Desperately Seeking Susan, donde también trabajó John Turturro. 
A principios de la década de 1990, su carrera se afianzó, trabajando en películas relacionadas con la mafia y la cultura italoaestadounidense. Primero interpretó a Sal en Men of Respect (1990), acerca del asesino a sueldo Mike Battaglia (Turturro). El mismo año tuvo un pequeño papel como el chofer de Caspar (Jon Polito) en Miller's Crossing, escrita y dirigida por los hermanos Coen. Un año después, participó de Jungle Fever del director Spike Lee, un film acerca de la relación entre afroestadounidenses e italoestadounidenses en Nueva York. Además, estuvo a cargo de la compra de utilería para la El padrino III de Francis Ford Coppola.
En 1992 trabajó en el debut como director de John Turturro: Mac. Interpretó a Vico Vitelli, el hermano mediano de una familia ítalo-estadounidense de obreros. El papel de Badalucco es recordado por su humorístico monólogo acerca de la importancia del carisma para atraer a las mujeres.
En 1994 su rostro se pudo ver en la película Léon del director francés Luc Besson. Ambientada en la Little Italy de Manhattan, Badalucco interpreta al responsable de una familia disfuncional, a quien le pagan por guardar cocaína y a menudo maltrata a su hija de doce años, Mathilda (Natalie Portman). La película fue un éxito tanto a nivel comercial como crítico. Además ese mismo año formó parte del reparto de la película independiente The Search for One-eye Jimmy, comedia que sería estrenada recién en 1996, donde interpreta al virgen más viejo del vecindario.
Interpretó al teniente Bonomo —el apellido de su madre— en una breve participación en el filme Un día inolvidable (1996), donde coincidió con Michelle Pfeiffer. Seguidamente, asistió a un casting para interpretar un pequeño papel en la serie dramática de televisión The Practice, pero no obtuvo el rol. Sin embargo, el creador de la serie, David E. Kelley, le comunicó que estaba escribiendo otro personaje para él, adecuado a las características de Badalucco. Alrededor de una semana después, su esposa, Michelle Pfeiffer, le mostró una escena que compartió con Badalucco en Un día inolvidable. Después de la recomendación de Pfeiffer, Badalucco consiguió el papel de Jimmy Berluti, un rudimentario abogado de ética cuestionable y poca experiencia en los tribunales que a menudo lucha con su conciencia y tiene un historial de problemas con el juego. Su papel en la serie —que se transmitió entre 1997 y 2004— es uno de los más notables de su carrera y le valió el Premio Primetime Emmy en 1999 como mejor actor de reparto en una serie dramática.
Asimismo, Kelley y Badalucco iban a trabajar juntos en un episodio de Ally McBeal (1999) y en el año 2001 apareció interpretando nuevamente a Jimmy Berluti en un capítulo del spin-off de The Practice, Boston Public.
Algunos de sus posteriores trabajos en el cine fueron Love Walked In (1997) del argentino Juan José Campanella, Lesser Prophets (1997) con John Turturro y You've Got Mail (1998), protagonizada por Tom Hanks. Volvió a trabajar con Spike Lee para interpretar al asesino en serie David Berkowitz, conocido como «hijo de Sam», en Summer of Sam (1999).
Diez años después de su primera película con los hermanos Coen, Joel e Ethan le ofrecieron el papel del ladrón de bancos George «Baby Face» Nelson en la comedia de época O Brother, Where Art Thou? (2000), protagonizada por George Clooney, John Turturro y Tim Blake Nelson. Al año siguiente reapareció con los Coen interpretando al barbero Frank Raffo en el drama neo-noir The Man Who Wasn't There (2001). Tras estos dos notables papeles junto a los Coen, Badalucco continuuó con roles en cintas independientes como 13 Moons (2002), junto a Steve Buscemi, y 2BPerfectlyHonest (2004), nuevamente junto a Turturro.
A mediados de la década de 2000, tras finalizar su trabajo en la serie The Practice, reanudó su trabajo en televisión, participando como invitado en series como Justice (2006), Bones (2008), Law & Order: Special Victims Unit (2008), Monk (2008), Cold Case (2010) y Boardwalk Empire (2010). En 2010 pasó a formar parte de la telenovela The Young and the Restless para interpretar a un honorable pero peligroso corredor de apuestas llamado Hogan. «Es un estupendo personaje, el tipo de persona que llora en una boda pero al día siguiente podría romperle las piernas al novio por no pagar una apuesta», comentó Badalucco sobre su papel.

## Vida personal
En 1996 se casó con Brenda Heyob, una enfermera nacida en Ohio con quien había mantenido una relación previa de cinco años. No tuvieron hijos. Su hermano es el también actor Joseph Badalucco Jr., notable por su papel como Jimmy Altieri en Los Soprano.

## Filmografía

### Películas
| Año  | Película                                                              | Papel                     | Director                |
| ---- | --------------------------------------------------------------------- | ------------------------- | ----------------------- |
| 1980 | Toro salvaje                                                          | Vendedor de refrescos     |                         |
| 1984 | Broadway Danny Rose                                                   | Money Ripper              |                         |
| 1985 | Desperately Seeking Susan                                             | Tipo de Brooklyn          |                         |
| 1990 | Men of Respect                                                        | Sal                       |                         |
| 1990 | Miller's Crossing                                                     | Chofer de Caspar          |                         |
| 1991 | The Hard Way                                                          | Tipo de la pizza          |                         |
| 1991 | Switch                                                                | Hard Hat                  |                         |
| 1991 | Jungle Fever                                                          | Frankie Botz              |                         |
| 1992 | Juice                                                                 | Detective Kelly           |                         |
| 1992 | Mac                                                                   | Vico Vitelli              |                         |
| 1992 | Night and the City                                                    | Camarero de Elaine        |                         |
| 1993 | Sleepless in Seattle                                                  | New York Taxi Dispatcher  |                         |
| 1993 | The Saint of Fort Washington                                          | Policía del puente #2     |                         |
| 1994 | Men Lie                                                               |                           |                         |
| 1994 | Léon                                                                  | Padre de Mathilda         |                         |
| 1994 | The Search for One-eye Jimmy                                          | Joe Head                  |                         |
| 1994 | Mixed Nuts                                                            | Conductor de AAA          |                         |
| 1995 | The Sunshine Boys                                                     | Sound Man                 | Telefilme               |
| 1995 | Dearly Beloved                                                        | Mr. Richards              | Cortometraje            |
| 1995 | Blue in the Face                                                      | Estadístico               |                         |
| 1995 | Clockers                                                              | Policía #1                |                         |
| 1996 | Two If by Sea                                                         | Quinn                     |                         |
| 1996 | Paulie                                                                |                           | Cortometraje            |
| 1996 | Basquiat                                                              | Dependiente en la deli    |                         |
| 1996 | One Fine Day                                                          | Teniente Bonomo           |                         |
| 1997 | Love Walked In                                                        | Eddie Bianco              |                         |
| 1997 | Commandments                                                          | Detective                 |                         |
| 1997 | Path to Paradise: The Untold Story of the World Trade Center Bombing. | State trooper             | Telefilme               |
| 1997 | The Deli                                                              | Eric el de los refrescos  |                         |
| 1997 | Lesser Prophets                                                       | Charlie                   |                         |
| 1998 | You've Got Mail                                                       | Charlie                   |                         |
| 1999 | Summer of Sam                                                         | Son of Sam                |                         |
| 1999 | Ni el tiro del final                                                  | Eddie Bianco              |                         |
| 2000 | It's a Shame About Ray                                                | Mr. Seinfeld              | Cortometraje            |
| 2000 | O Brother, Where Art Thou?                                            | George Nelson             |                         |
| 2001 | The Man Who Wasn't There                                              | Frank Raffo               |                         |
| 2002 | Naked Movie                                                           | Joe Head                  |                         |
| 2002 | 13 Moons                                                              | Productor                 |                         |
| 2004 | 2BPerfectlyHonest                                                     | Eugene                    |                         |
| 2004 | Gourmet Club                                                          | Chef Orsino Mangiacavallo | Telefilme               |
| 2005 | Bewitched                                                             | Joey Props                |                         |
| 2005 | Pizza My Heart                                                        | Lou Prestolani            | Telefilme               |
| 2006 | Broken Circle                                                         | Mitchell Stevens          | Cortometraje            |
| 2007 | Christmas Story                                                       | Emil                      | Voz (versión en inglés) |
| 2009 | Nowhere to Hide                                                       | Paulo Farina              |                         |
| 2009 | The Deported                                                          | Store Patron              |                         |
| 2009 | In My Sleep                                                           | Derek                     |                         |
| 2011 | Finding Hope Now                                                      | Roger Minassian           |                         |
| 2011 | The Resident                                                          | Moving Man                |                         |
| 2012 | Nick the Doorman                                                      | Lou                       | Telefilme               |
| 2013 | Heebie Jeebies                                                        | Billy Butler              |                         |
| 2013 | Fading Gigolo                                                         | Conductor corpulento      |                         |
| 2014 | Zarra's Law                                                           | Arthur Pascano            |                         |
| 2014 | Finding Hope Now                                                      | Roger Minassian           |                         |
| 2015 | Addiction: A 60's Love Story                                          | Sam Kendrick              |                         |
| 2015 | Dancer and the Dame                                                   | Harrier                   |                         |
| 2015 | The Mascot                                                            | Karl                      | Cortometraje            |
| 2016 | Rules Don't Apply                                                     | Solly el barbero          |                         |
| 2017 | Heart, Baby                                                           | Sgt. Colby                |                         |
| 2018 | I Wrote This for You                                                  | Man on the Phone          |                         |
| 2019 | The Jesus Rolls                                                       | Rent-a-Cop                |                         |
| 2020 | The Eagle and the Albatross                                           | Merle                     |                         |
| 2023 | Teenage Mutant Ninja Turtles: Mutant Mayhem                           | Bad Bernie                | Voz                     |

### Series de televisión
| Año       | Serie                             | Papel                          | Notas             |
| --------- | --------------------------------- | ------------------------------ | ----------------- |
| 1993      | Law & Order                       | David Zifrin                   | Un episodio       |
| 1995      | Central Park West                 | Vendedor                       | Un episodio       |
| 1995      | New York News                     | Street Vendor                  | Un episodio       |
| 1999      | Ally McBeal                       | Ally's Date                    | Un episodio       |
| 2001      | Boston Public                     | Jimmy Berluti                  | Un episodio       |
| 2001      | Gideon's Crossing                 | Jimmy Berluti                  | Un episodio       |
| 1997-2004 | The Practice                      | Jimmy Berluti                  | 166 episodios     |
| 2005      | Joan of Arcadia                   | Father Payne                   | Un episodio       |
| 2006      | Justice                           | Frank Larusa                   | Un episodio       |
| 2008-2014 | Bones                             | Scott Starret                  | 2 episodios       |
| 2008-2014 | Law & Order: Special Victims Unit | Tom Galli                      | Un episodio       |
| 2008-2014 | Monk                              | Owen McCloskey                 | Un episodio       |
| 2010      | Cold Case                         | Don Bardwill '10               | Un episodio       |
| 2010      | In Plain Sight                    | Benny Cusato                   | Un episodio       |
| 2010      | Boardwalk Empire                  | Harry Prince                   | 2 episodios       |
| 2010      | Private Practice                  | Nick                           | Un episodio       |
| 2010      | The Young and the Restless        | Mark Hogan                     | 8 episodios       |
| 2011      | The Confession                    | Arty                           | 2 episodios       |
| 2011      | Chaos                             | Fred Farmer                    | 3 episodios       |
| 2014      | Lilyhammer                        | Joseph «Joey the Chef» Salmone | 2 episodios       |
| 2016      | Blue Bloods                       | Ronnie Russo                   | Un episodio       |
| 2017      | Doubt                             | Judge Jeff Mallard             | Un episodio       |
| 2019      | Cake                              | Craig                          | Un episodio       |
| 2020-2022 | Yo nunca                          | Howard Gross                   | 4 episodios       |
| 2022      | Fairfax                           | Don Pardo                      | Un episodio (voz) |

## Premios
| Año  | Organización                          | Premio                                        | Título       | Resultado |
| ---- | ------------------------------------- | --------------------------------------------- | ------------ | --------- |
| 1998 | Viewers for Quality Television Awards | Mejor actor de reparto en una serie dramática | The Practice | Nominado  |
| 1999 | Premios Primetime Emmy                | Mejor actor de reparto en una serie dramática | The Practice | Ganador   |
| 1999 | Premios del Sindicato de Actores      | Mejor reparto en una serie dramática          | The Practice | Nominado  |
| 2000 | Premios Primetime Emmy                | Mejor actor de reparto en una serie dramática | The Practice | Nominado  |
| 2000 | Premios del Sindicato de Actores      | Mejor reparto en una serie dramática          | The Practice | Nominado  |
| 2000 | Viewers for Quality Television Awards | Mejor actor de reparto en una serie dramática | The Practice | Nominado  |
| 2001 | Premios del Sindicato de Actores      | Mejor reparto en una serie dramática          | The Practice | Nominado  |